# Museo Ludwig

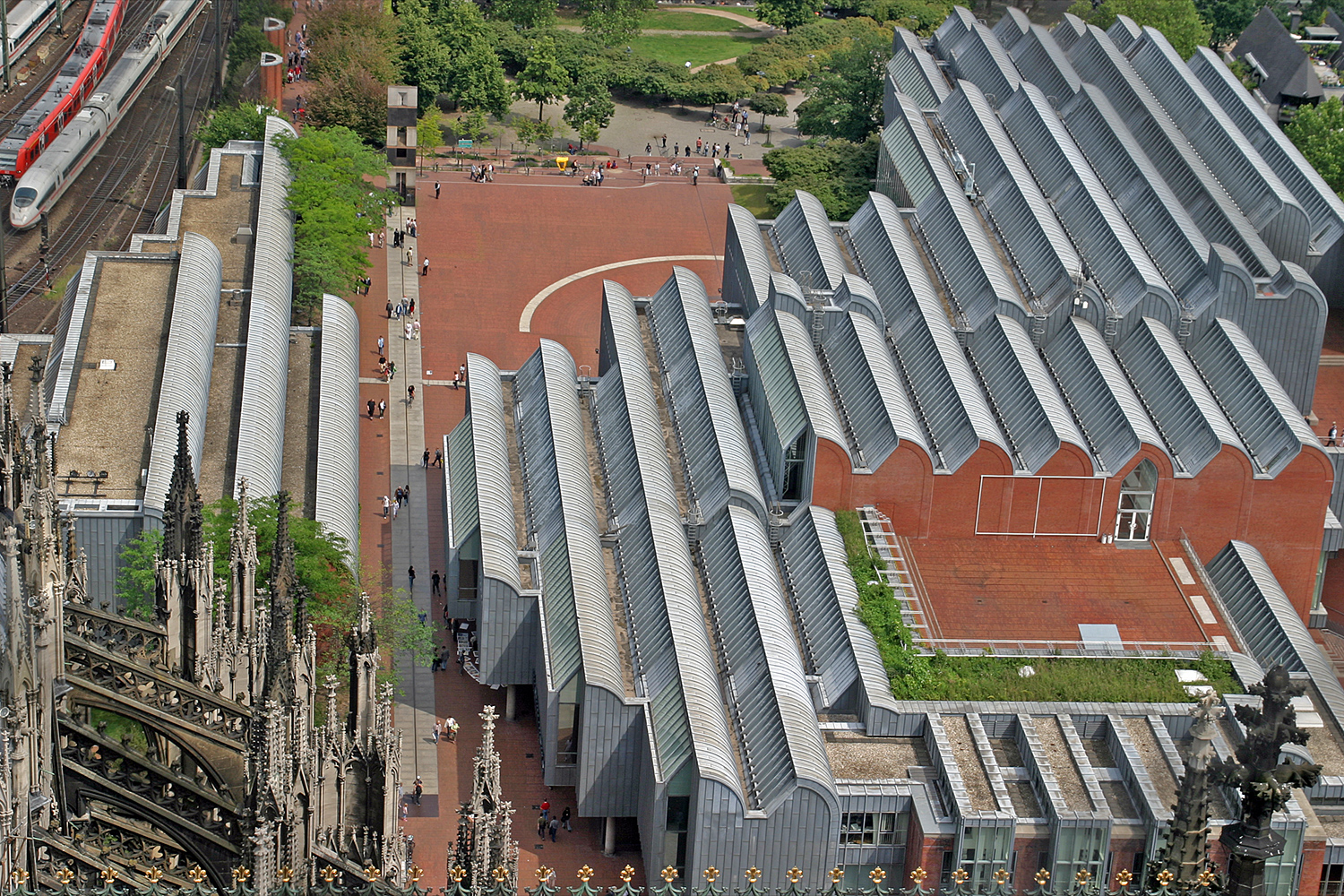
Il Museo Ludwig dall'alto

Il Museum Ludwig è un famoso museo di arte moderna e contemporanea di Colonia, fondato nel 1976 dal collezionista Peter Ludwig. È situato a ridosso del Duomo e della stazione centrale, in un edificio che fu progettato dagli architetti Peter Busmann e Godfrid Haberer e inaugurato nel 1986.
Gli spazi espositivi coprono circa 8000 m².

## Collezione
La collezione comprende opere importanti della Pop-Art, Astrattismo e Surrealismo ed inoltre possiede una delle più grandi collezioni di Picasso in Europa. Tra gli altri artisti ci sono importanti opere di Andy Warhol, Roy Lichtenstein, Nam June Paik, Joseph Beuys, Wolf Vostell e Edward Kienholz.

## Filiali
- MUMOK a Vienna
- Museo Ludwig a San Pietroburgo